# Национальная жандармерия Габона
Национальная жандармерия Габона (Фр. Gendarmerie nationale gabonaise) — национальная полиция Габона, отвечающая за осуществление правопорядка в Габоне. Находится под непосредственным командованием президента Габона. Жандармерия также отвечает за Габонскую республиканскую гвардию.
Основными задачами жандармерии являются защита границ страны, обеспечение общественной безопасности и обеспечение соблюдения мер, принимаемых судебными и государственными органами.

## История
Национальная жандармерия была сформирована 10 марта 1960 года, когда Габон, бывшая Французская Экваториальная Африка, получил независимость от Франции. Она произошла от отряда Либревильской жандармерии, которая была основана в 1929 году.
В 2009 году сообщалось, что в Габонской национальной жандармерии насчитывалось 2000 жандармов.
Во время попытки государственного переворота в Габоне в 2019 году Gabonese news сообщили, что части Габонской национальной жандармерии участвовали в рейде на Radio Télévision Gabonaise здание, захваченное мятежными габонскими силами.
3 апреля 2020 года бригадный генерал Баррасуага был назначен командующим Габонской национальной жандармерии.

## Организация и структура
По состоянию на 2020 год Габонская национальная жандармерия состоит из следующих сотрудников:

### Центральная организация
• Высшее командование
• Технический осмотр
• Общее руководство организацией и персоналом (GDOS)
• Общее руководство административными и финансовыми службами (GDAFS)
• Общее руководство техническими службами (GDTS)
• Группировка подразделений штаба
• Общее руководство школами
• Общее направление исследований

### Территориальная организация
• 5 департаментов жандармерии в нескольких провинциях, известных как «Легионы»
• 9 отрядов («Groupement» по-французски)
• Территориальные компании
• Территориальные бригады

### Специальные подразделения
• Смешанная бронетанковая эскадрилья, известная как Национальная группа вмешательства и безопасности жандармерии (NGISG)
• Группа безопасности и почестей
• Группа военной полиции

## Список руководителей
Список руководителей Габонской национальной жандармерии с 1964 года:
• Подполковник Пиетт (1964—1967)
• Подполковник Метриер (1967—1969)
• Генерал Экуа Жан (2012—2020)
• Генерал Ив Баррасуага (2020-н. в.)